# Gubben i lådan (singel)
"Gubben i lådan" är en låt av den svenske artisten Daniel Adams-Ray från debutalbumet Svart, vitt och allt däremellan. Låten gavs ut som albumets andra singel den 1 oktober 2010. Låten mottogs med positiva recensioner och utsågs till en av albumets bästa låtar av ett flertal kritiker.

## Bakgrund
"Gubben i lådan" komponerades av Adams-Ray och Carl Wikström Ask. Adams-Ray utgjorde tillsammans med Oskar Linnros hiphopgruppen Snook, vilken splittrades 2006 och Adams-Ray lade ner musikkarriären. Under sommaren 2009 spelade han in en låt till en modevisning och kände då "ett sug" att göra musik igen. "Gubben i lådan" är Adams-Rays andra solosingel och han träffade Wikström Ask som hjälpte med skivans musikstil och idéer till låttexterna. Textmässigt handlar låten om att ge någon allt och inte få någonting i gengäld. Adams-Ray beskrev låten och sa, "Den handlar om en relation där jag tappade bort mig själv. Tog lojaliteten lite för långt. När relationen väl upphörde så fattade jag att jag hade tappat en del av mig själv i det."

## Mottagande
Tidningen Ångermanland och Barometern utsåg "Gubben i lådan" till en av de bästa låtarna på albumet. Helsingborgs Dagblad tyckte albumet var likt Linnros Vilja Bli. Han sa att textraden "jag är en soldat för dig" ur "Gubben i lådan" var lik Linnros textrad "jag var din soldat". Recensenten sa: "Det betyder inte att den senare anpassat sig efter partnerns framgångar, utan att den gemensamma musikaliska vägen lett dem båda till samma mål." Matilda Lantz från Musiklandet sa att "Dum av dig" och "Gubben i lådan" var "helt klart skivans gladaste och poppigaste låtar. De som kommer att spelas på förfester, på klubbar och i konsertslut. Himla bra är de!" Niclas Holmlund från Västerbottens Folkblad kallade "Gubben i lådan" ett "ess i leken" och "en låt som lätt fastnar mellan öronen".

## Listframgångar
"Gubben i lådan" debuterade som nummer femton på Sverigetopplistan den 8 oktober 2010. Den kommande veckan steg den tretton placeringar till nummer två. Den 29 oktober tog låten över förstaplatsen efter "Från och med du" av Snook-kollegan Oskar Linnros. Låten låg kvar på topplaceringen i fyra veckor och föll sedan till nummer två när Septembers cover av Petters "Mikrofonkåt" tog över förstaplatsen. "Gubben i lådan" certifierades platina av Grammofonleverantörernas förening för 20 000 sålda exemplar den 20 december 2010.
Den 10 oktober 2010 debuterade "Gubben i lådan" som nummer fjorton på Digilistan, Sveriges topplista över de mest nedladdade låtarna. Nästa vecka nådde låten nummer två, och följande vecka föll den till nummer fyra. De kommande veckorna låg låten som nummer tre och två, men nådde aldrig förstaplatsen.
Låten blev den allra sista ettan på Trackslistan då radioprogrammet Tracks lades ner i december 2010. Totalt 8 veckor blev det i toppen på den listan.
13 februari 2011 gick låten in på Svensktoppen. Det blev endast en vecka på plats 10 innan låten åkte ut.

## Låtlista
- Digital nedladdning[1]

1. "Gubben i lådan" – 3:50
2. "Gubben i lådan" (Instrumental) – 3:46

## Topplistor och certifikat
| Topplista (2010)            | Högsta position |
| --------------------------- | --------------- |
| Sverige (Digilistan)        | 2               |
| Sverige (Sverigetopplistan) | 1               |

| Land    | Certifikat |
| ------- | ---------- |
| Sverige | Platina    |